# Dom śmierci II: Śmiertelny cel
Dom śmierci II: Śmiertelny cel (ang. House of the Dead II lub House of the Dead II: Dead Aim) – amerykański film telewizyjny z 2006 roku, sequel horroru Dom śmierci (2003) w reżyserii Uwego Bolla.